# Alan Glazier
Alan Glazier (Hampton (Londen), 21 januari 1939 - 12 november 2020) was een Engels darter. Hij gebruikte de bijnaam The Ton Machine en droeg altijd zwarte outfits.
Hij was een van de eerste dartsspelers die prof werd in een poging om fulltime te leven van het dartspel toen het in de jaren zeventig in populariteit groeide. Hij was een van de spelers die optrad in het allereerste World Professional Darts Championship 1978, maar verloor van Alan Evans in de eerste ronde. In 1979 bereikte hij de kwartfinales op het wereldkampioenschap voordat hij werd verslagen door Tony Brown. Glazier verloor daarna drie keer in de eerste ronde van het wereldkampioenschap in 1980, 1982 en 1983. In 1981 haalde hij het kampioenschap niet.
Zijn hoogtepunt op de wereldkampioenschappen kwam in 1985, waarin hij in de kwartfinale verloor van Eric Bristow en in 1986 toen hij de halve finale verloor van opnieuw Bristow. Zijn laatste optreden in de Lakeside Country Club was in 1987, toen hij verloor in de eerste ronde van Richie Gardner.
Buiten het wereldkampioenschap lukte het hem om de finale van het prestigieuze News of the World Darts Championship in 1979 te behalen en won hij de Swedish Open in 1978.
Glazier verscheen 15 keer op het Britse tv-programma Bullseye als een van de professionals en hij heeft tussen de jaren 1974-1988 27 keer Engeland vertegenwoordigd.
Glazier verkocht later zijn eigen darts van hetzelfde ontwerp als degene die hij als professional gebruikte. Deze zijn oorspronkelijk vervaardigd door Winmau Darts maar zijn recentelijk gemaakt door McKicks Darts.
Glazier stopte bij de BDO in 1997 en overleed in 2020.

## Resultaten op Wereldkampioenschappen

### BDO
- 1978: Laatste 16 (verloren van Alan Evans met 4-6) (legs)
- 1979: Kwartfinale (verloren van Tony Brown met 2-3)
- 1980: Laatste 32 (verloren van Tony Clark met 0-2)
- 1982: Laatste 32 (verloren van Bobby George met 1-2)
- 1983: Laatste 32 (verloren van Jerry Umberger met 0-2)
- 1984: Laatste 16 (verloren van Jocky Wilson met 0-4)
- 1985: Kwartfinale (verloren van Eric Bristow met 0-4)
- 1986: Halve finale (verloren van Eric Bristow met 3-5)
- 1987: Laatste 32 (verloren van Ritchie Gardner met 0-3)